# Rudolf Bachmann (Maler)
Rudolf Bachmann (* 8. Mai 1877 in Wien; † 4. April 1933 ebenda) war ein österreichischer Maler, Architekt und Medailleur.

## Leben
Rudolf Bachmann studierte von 1900 bis 1903 Bildhauerei an der Akademie der bildenden Künste Wien (im ersten Jahr als Gasthörer). Dort war er unter anderem ein Schüler von Hans Bitterlich. 1904 stellte er erstmals mit dem Hagenbund aus, dessen Mitglied er von 1905 bis 1912 war. Außerdem gehörte er dem Wiener Künstlerhaus an. 
Bachmann war überwiegend als Medailleur aktiv, insbesondere gestaltete er eine Reihe von Gedenkmedaillen. In der Medaillensammlung des Wiener Heeresgeschichtlichen Museums werden drei Medaillen von seiner Hand verwahrt. Seine Bronzemedaille auf den Tod des Thronfolgerpaares Erzherzog Franz Ferdinand und Sophie von Hohenberg am 28. Juni 1914 wird in der permanenten Schausammlung des Museums im Sarajevo-Travée gezeigt.
Bachmann stellte auch mit einer von ihm selbst konstruierten Reduktionsmaschine verkleinerte Elfenbeinreliefs her, zum Teil nach Modellen anderer Künstler.

## Werke (Auszug)

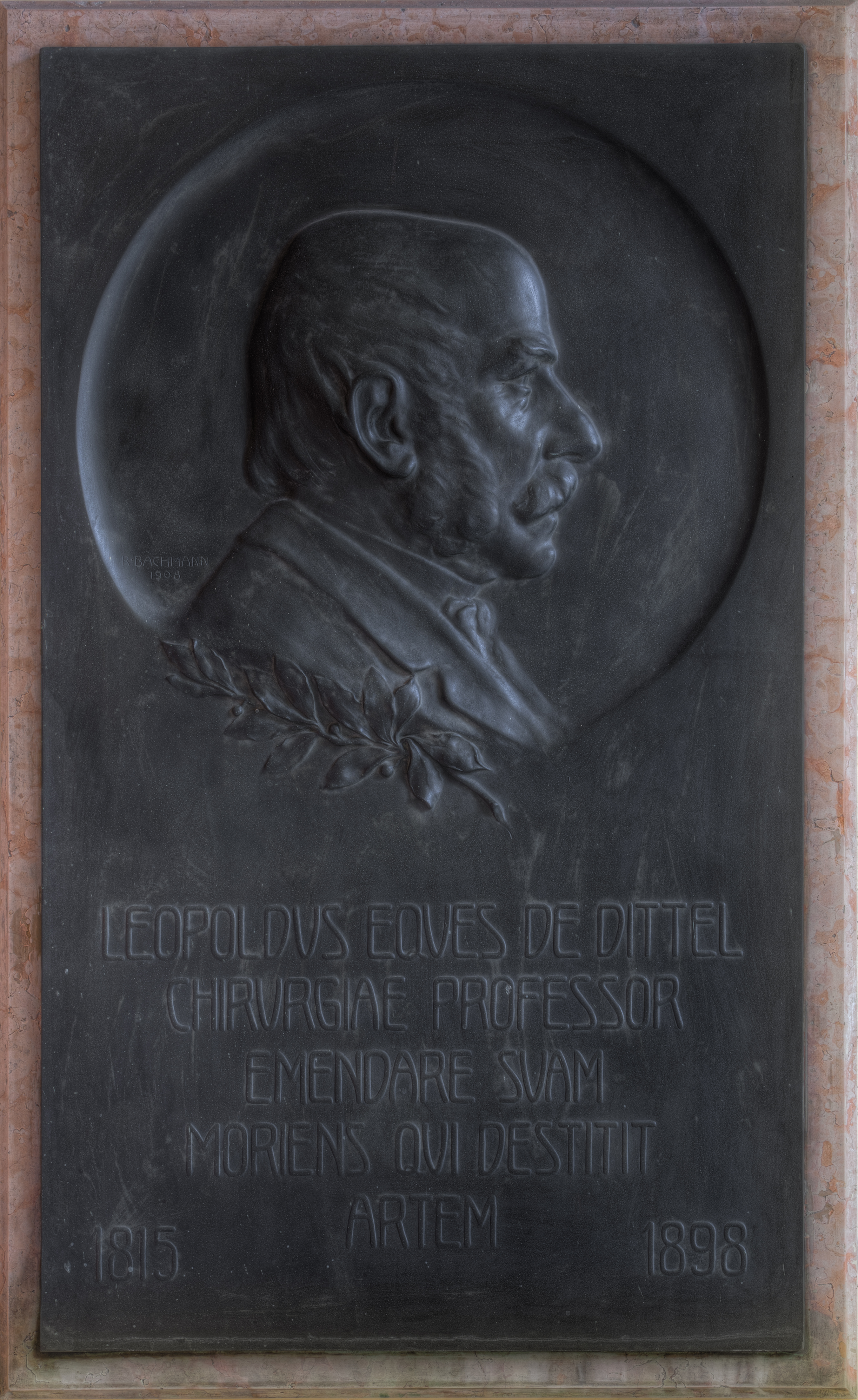
Plakette Leopold Ritter von Dittel

- Reliefplakette Kaiser Franz Joseph I., 1914/18, Zinnguss, 1,5 × 24 cm; Heeresgeschichtliches Museum, Wien
- Reliefplakette Leopold Ritter von Dittel im Arkadenhof der Universität Wien, 1908[3]
- Bronzerelief der Kaiserin Elisabeth, 1904, Kahlenberg, Wien (Architektur mit Steinbank von Oskar Felgel)
- Otto-Nikolai-Gedenktafel, Seilerstätte, Wien[1]
- Statuette Kaiser Franz Joseph I. als offizielle Ausgabe der k. u. k. Kriegsfürsorge, 1914/18, Zinnguss, 7,7 × 7,3 × 26,5 cm; Massenproduktion, ein Exemplar im Heeresgeschichtliches Museum, Wien; weitere Exemplare im Kunsthandel[4]
- Verschneites mittelalterliches Städtchen. Kirchgänger auf dem Weg zur Christmette, Öl auf Leinwand, 100 × 73 cm[5]
- Sonnenaufgang über winterlichem Gebirge, 1899, Öl auf Leinwand, 42 × 80 cm[6]